# Вілландрі (замок)
Замок Вілландрі (фр. Château de Villandry) — один з замків Луари у Франції, розташований за 15 км на захід від міста Тур. Відомий своїми трьома садами: донжоном, що височіє над декоративними городами, орнаментальним садом та садом на ставку.

## Історія
Цей елегантний замок, що відноситься до епохи Відродження, височіє недалеко від Луари. 4 липня 1189 у Вілландрі, який на той момент був фортецею, відбулася зустріч між королем Франції Філіпом ІІ Августом і королем Англії Генріхом II Плантагенетом. Бесіда відбувалася у південно-західній вежі замку і закінчилася підписанням мирного договору Азе-ле-Рідо на користь Філіпа ІІ Августа.
Через кілька століть, замок перейшов у власність до державного секретаря Франциска I Жану ле Бретону, якому було доручено стежити за будівництвом замків Фонтенбло і Шамбор. Жан ле Бретон, нащадок вихідців з Шотландії, захотів побудувати для себе красивий замок, що відрізняється від інших середньовічних фортець. Старі споруди, за винятком донжона, були знесені, і в 1536 році почалося будівництво нової будівлі у вигляді букви U, яка оточувала двір, що виходить до Луари. Два крила замку — характерний зразок архітектури Відродження; у їх будівництві використано елементи, характерні для замків 16 століття: великі вікна, прикрашені пілястрами і капітелями, фризи, люкарни з волютами і тимпанами.

## Сади Вілландрі
Замок Вілландрі частково оточений каналом, а на його території висаджені сади, розміщені на трьох рівнях. Бувши послом Франциска I в Італії, Бретон познайомився із садами, зображеними на полотнах відомих італійських художників епохи Відродження. Вони чудово гармоніювали з архітектурними комплексами, в межах яких вони були посаджені. З'явившись у Франції, вони сприяли зникненню з садів кам'яних огорож. Просторі алеї були оточены квітучими клумбами, контурами яких були огорожі зі стриженого чагарника.

Сади Вілландрі — яскравий приклад французького паркового мистецтва. Вони розміщені на трьох рівнях, що підіймаються один над одним. Верхній рівень — це водяне дзеркало. Серединна тераса розміщена на одному рівні із залами першого поверху, тоді як нижня тераса зайнята стилізованим городом. Верхня тераса засаджена фруктовими деревами. Декоративний сад середньої тераси є «Садом любові»: 4 великих квадрати з самшиту, що зображують алегорії любові. Північно-західний масив, у формі уражених сердець, представляє пристрасну любов; північно-східний, з переважанням жовтого кольору, символізує невірність; На південному заході — масив з сердець, розділених язиками вогню зображує ніжні почуття; південно-східний масив, з вістрями шпаг і червоним кольором крові, представляє трагічну любов. На краю тераси три великі ромбоподібні масиви зображують лангедокський, мальтійський і баскський хрести. З іншого боку рову розкинувся декоративний город, з якого відкривається вид на село з дзвіницею романської церкви. Це особлива частина ансамблю садів, виконана у вигляді різнокольорових клумб, засаджених овочами та плодовими деревами. Такий тип організації садів зумовлений історично. У 16 столітті створювалися ботанічні сади, де висаджували зразки рослин, привезених з Америки. Саме до цієї традиції і відноситься організація садів Вілландрі, які були відновлені на початку XX століття завдяки докторові Хоакіму Карвальо. У квадратних клумбах можна помітити капусту, моркву, буряк, салат сійний, а також яблуні і груші. Пейзаж завершують фонтани, які спочатку призначалися для поливання.

## Зміни у вигляді замку
У 1574 році замок перейшов до маркіза де Кастеллані, який вирішив змінити вигляд замку відповідно до віянь часу: вікна прикрасили арками і додали балкони. Тоді ж на місці колонад на першому поверсі були зведені стіни, щоб облаштувати кухні і нові коридори. Таким замок залишався до 1906 року, коли доктор Карвальо вирішив повернути замкові Вілландрі його первісний вигляд. Він також організував асоціацію власників пам'яток історії, яка дозволила відкрити для вільного відвідування безліч замків і палаців. У замку перебудували аркади і повернули вікнам первісний вигляд, пересадили сади.

## Фотогалерея

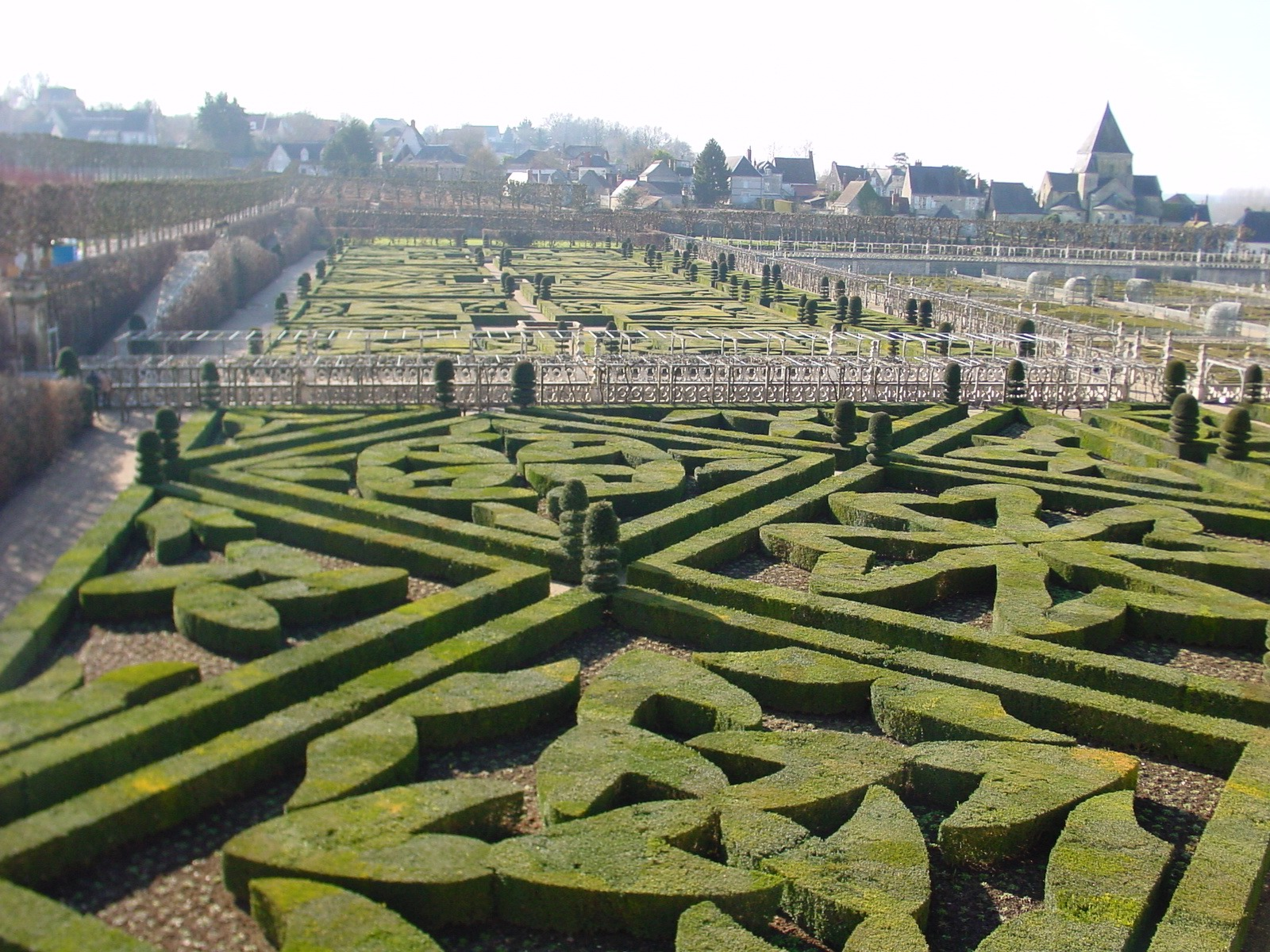
Сади замку Вілландрі
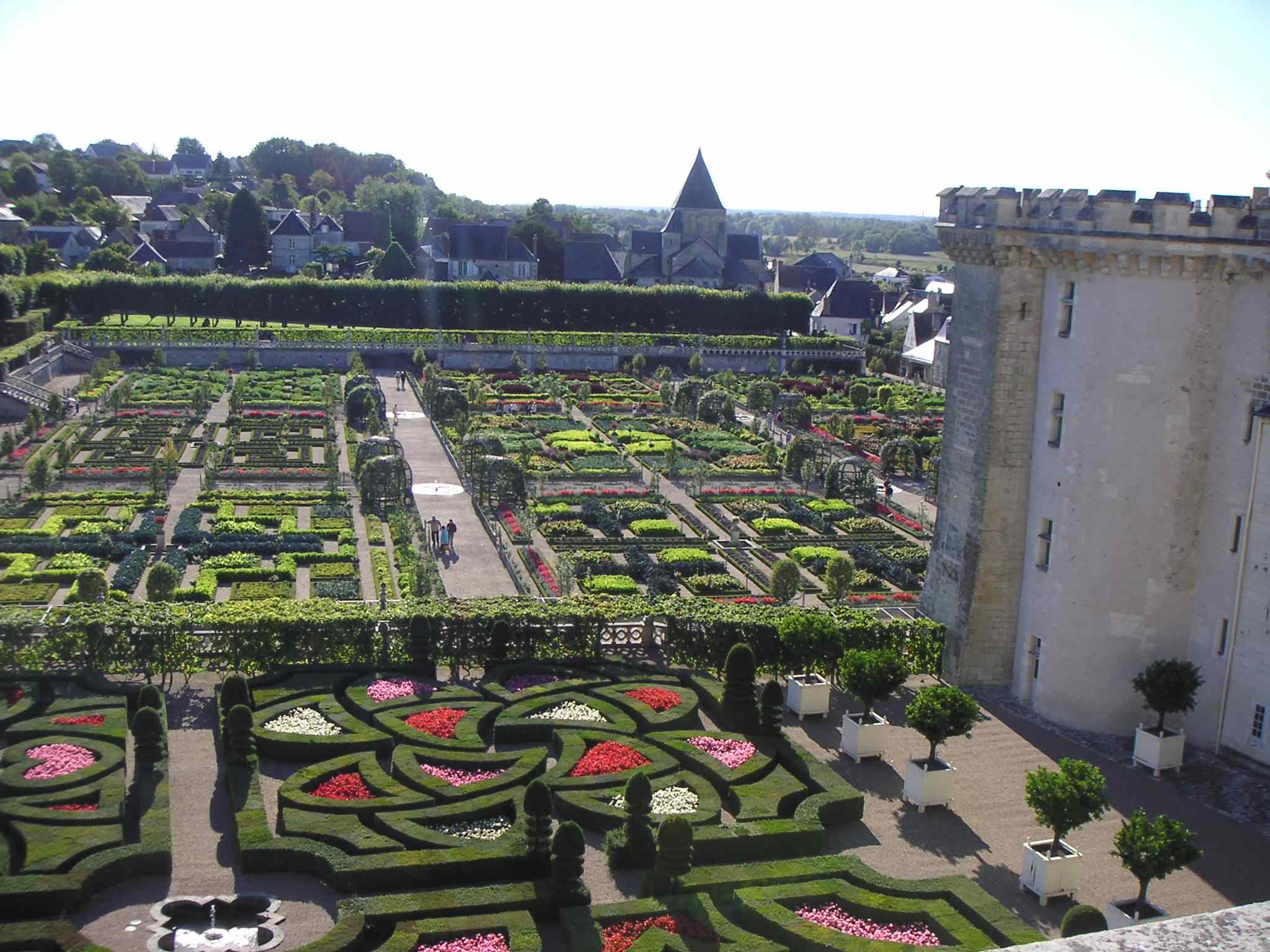
Сади замку Вілландрі
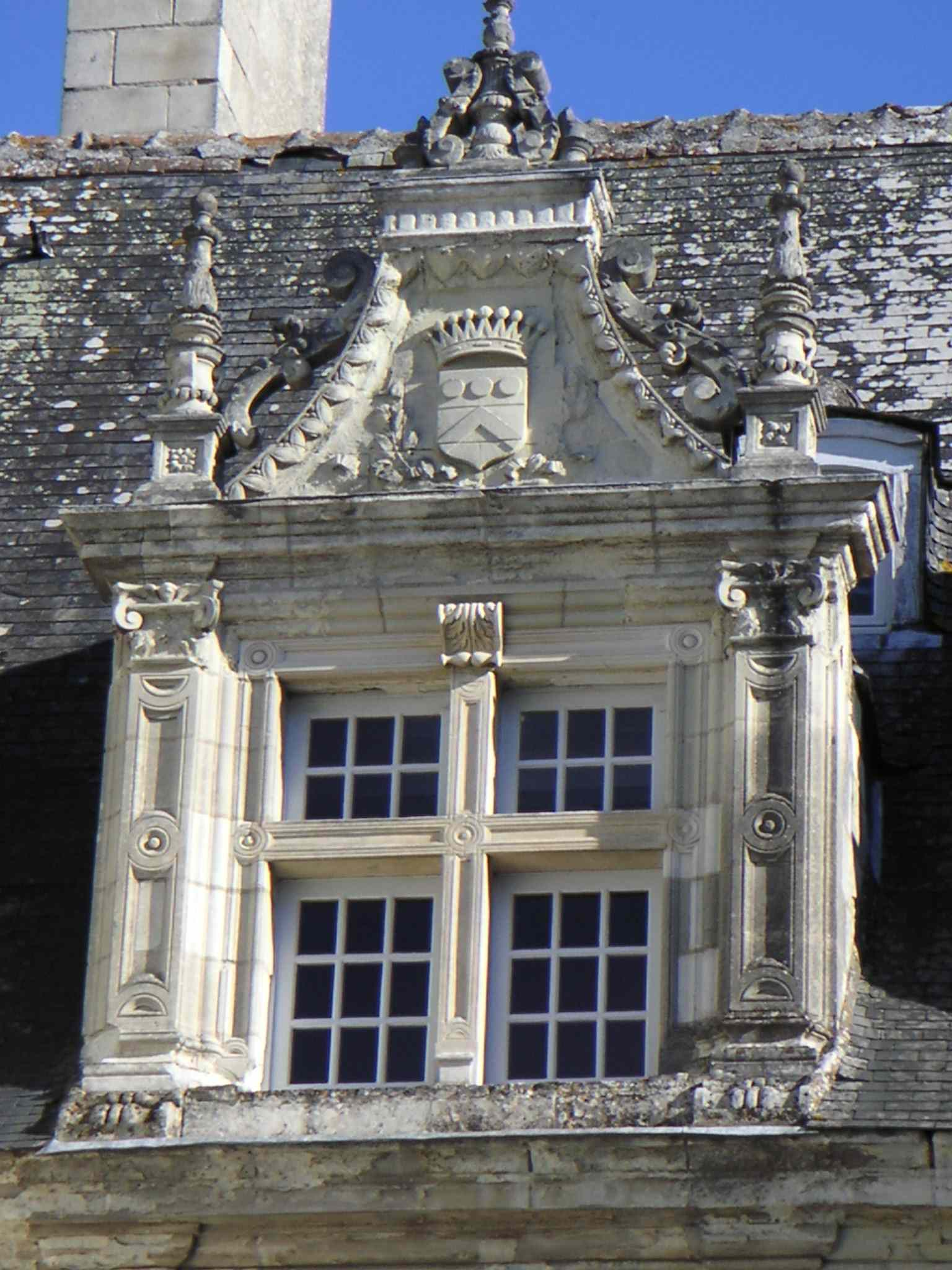
Люкарна замку Вілландрі
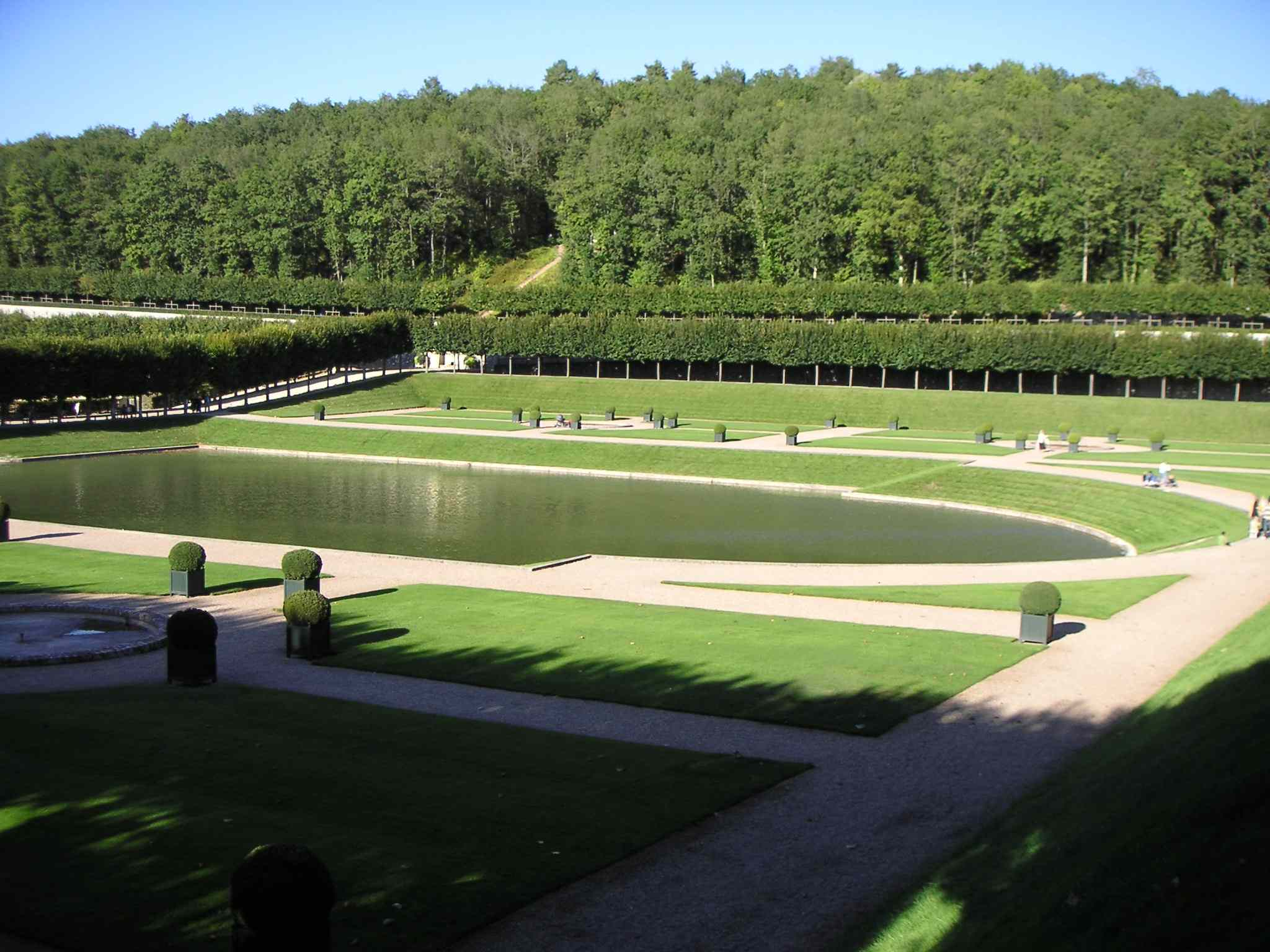
Ставок замку Вілландрі
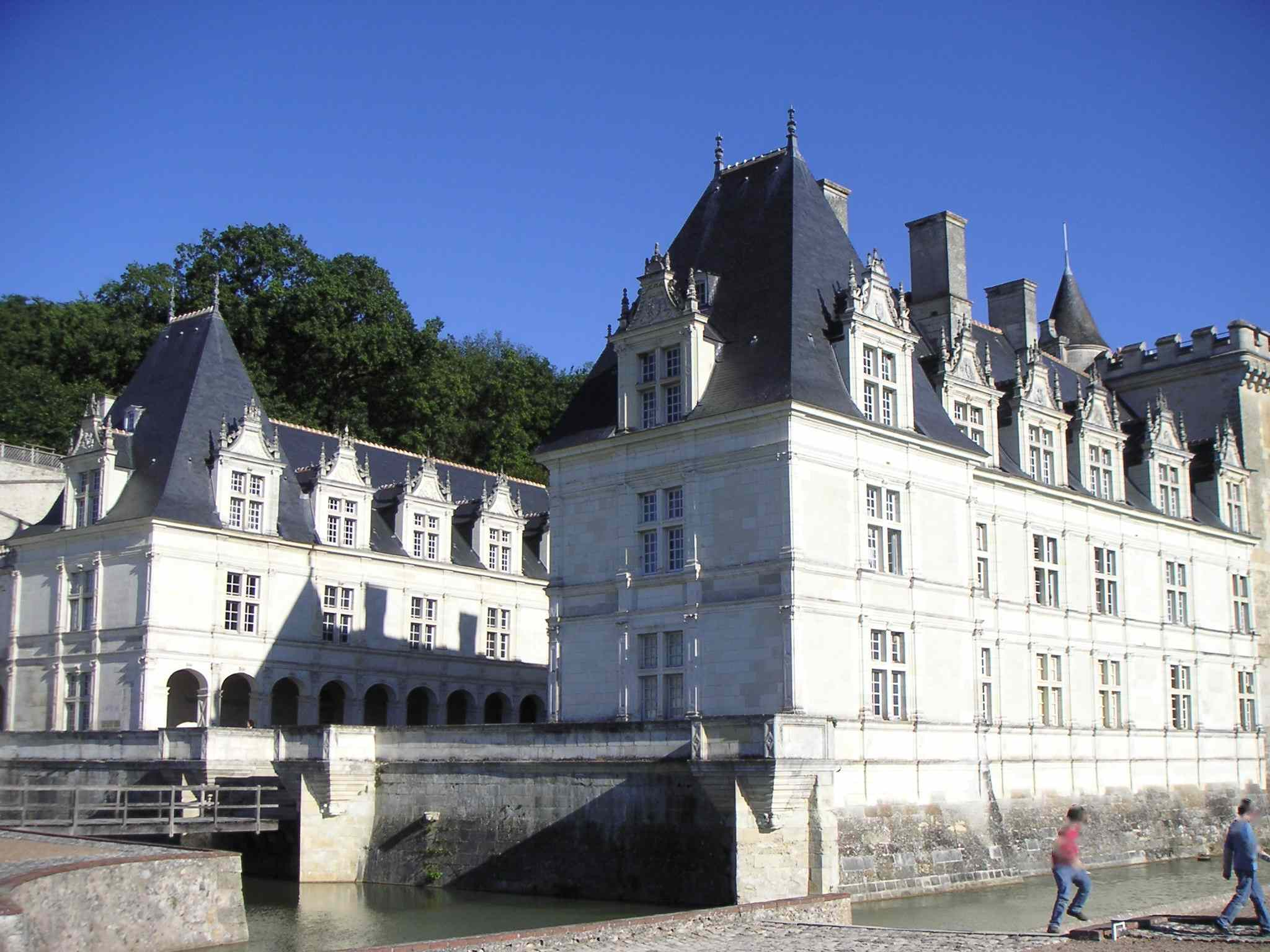
Два крила замку Вілландрі
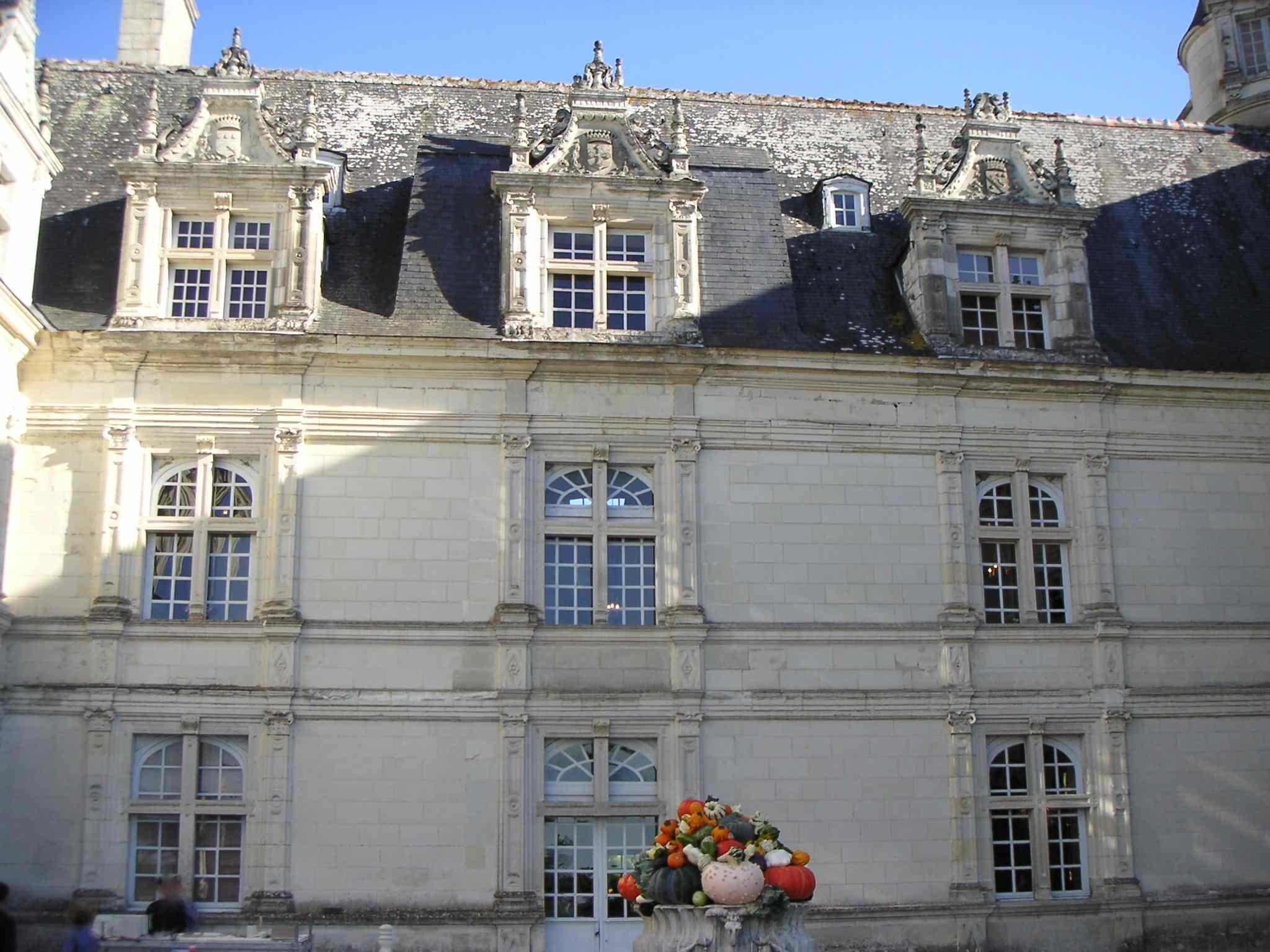
Центральна частина замку Вілландрі
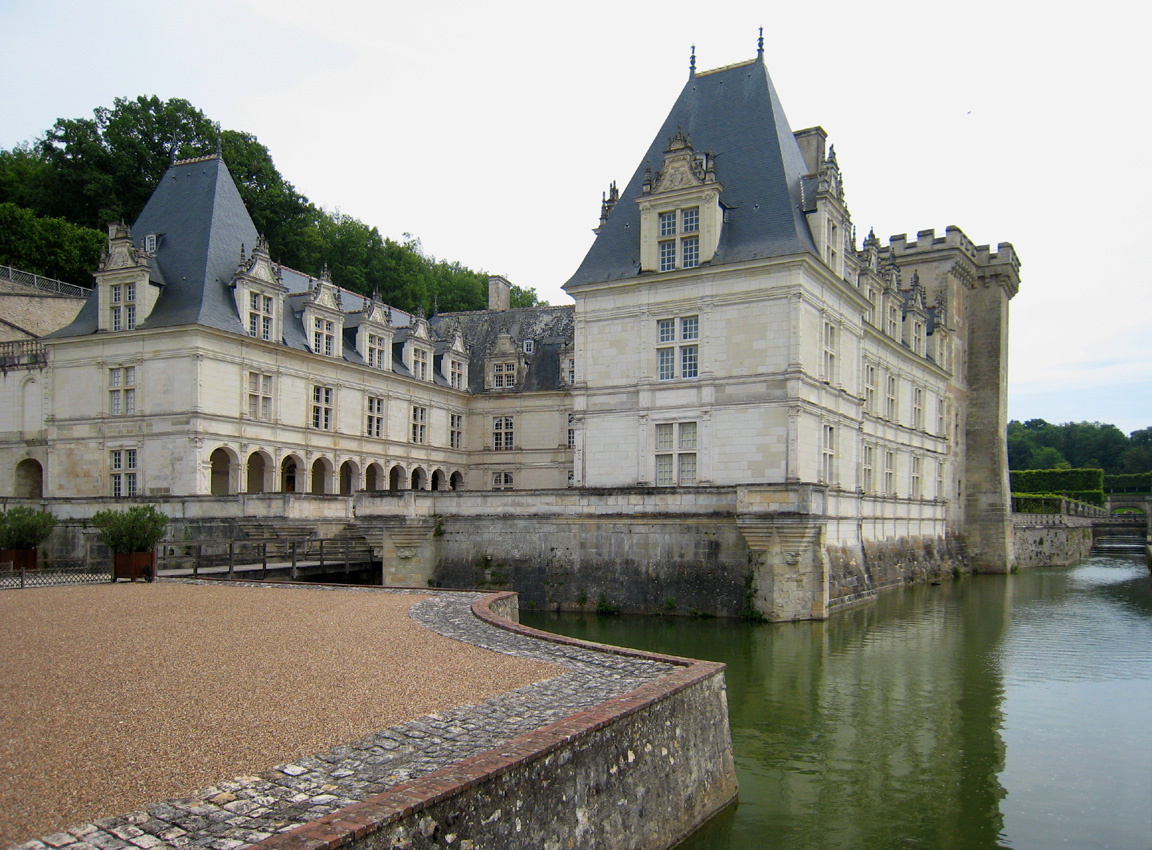
Замок Вілландрі